# 清原武貞
清原 武貞（きよはら の たけさだ、生没年不詳）は、平安時代後期東北地方の武将。奥羽の豪族。清原武則の子。通称は荒川太郎。鎮守府将軍従五位下であったとの史料がある清原貞衡の別名との説がある。

## 生涯
清原氏は出羽に勢力を持った豪族であった。源頼義の要請により、父武則とともに陸奥の前九年の役に参戦し、安倍氏を滅ぼす。この時、既に嫡子真衡がいたが、処刑された藤原経清の妻の有加一乃末陪を妻にし、その連れ子を養子とした（のちの藤原清衡）。その後、家衡も生まれ、この三人兄弟の関係がのちの後三年の役の原因となった。
安倍氏の女は無理矢理、武貞の妻にさせられた形ではあるが、連れ子の清衡も清原氏の血統の子と同格に扱われたことなどから、戦利品としてではなく陸奥の旧安倍氏勢力を平和的に取り込む意図があって縁談が結ばれたものと考えられている。
武貞には、弟に後三年の役で討たれる武衡、姉妹に吉彦秀武の妻などがいる。